# Råshult
Råshult ou Råshults Södregård, également connu comme Linnés Råshult, est un domaine de la paroisse de Stenbrohult, situé dans l'actuelle commune d'Älmhult (comté de Kronoberg), dans la province de Småland, en Suède. Sa superficie est de 42 hectares.
Le naturaliste Carl Linnaeus, futur Carl von Linné, y est né le 23 mai 1707 et y a vécu jusqu'à l'âge de 18 mois.
Le domaine de Råshult est un musée géré par la Société linnéenne suédoise, auquel les autorités suédoises ont donné le statut de réserve culturelle le 16 décembre 2002. On peut y visiter un cottage reconstruit à la fin du XVIIIe siècle (un incendie ayant détruit les bâtiments d'origine vers 1730), ainsi qu'un ensemble de jardins dédiés à l'œuvre du célèbre naturaliste et reconstituant l'ambiance et les pratiques agraires de l'époque.
L'endroit est situé près du lac de Möckeln et à mi-chemin entre la ville d'Älmhult et la bourgade de Diö, à moins de 10 km de chacune d'elles.